# Leslie Browne
Leslie Browne (rojena kot Leslie Brown), ameriška balerina, televizijska, gledališka in filmska igralka, * 1958, New York.
Pri sedmih letih je začela plesati pod vodstvom svojega očeta, nato pa je študirala na School of American Ballet. Po študiju je postala članica znamenitega New York City Ballet.
Nastopila je v več plesnih filmih; za The Turning Point (1977) je prejela nominacijo za oskarja za najboljšo stransko igralko.
Leta 1976 je prestopila v American Ballet Theatre. Upokojila se je leta 1993 in se posvetila igranju v gledališču ter na televiziji. 